# Умайя ибн Абд Шамс
Умайя ибн Абд Шамс (араб. أمية بن عبد شمس‎) — предок правителей из династии Омейядов, давший название этой династии. Сын Абд Шамса ибн Абд Манафа, двоюродный брат Абд аль-Мутталиба, троюродный дед пророка Мухаммеда. Этимологию имени Умайя определяют как «маленькая рабыня» (уменьш. от слова амат).
Сыновья
- Харб ибн Умайя
- Абу Харб ибн Умайя
- Аль-Ас ибн Умайя
- Абу аль-Ас ибн Умайя
- Суфьян ибн Умайя
- Абу Суфьян ибн Умайя
- Амру ибн Умайя
- Абу Амру ибн Умайя
- Аль-Айс ибн Умайя
- Абу аль-Айс ибн Умайя

Дочери
- Амима бинт Умайя
- Сафия бинт Умайя
- Арва бинт Умайя